# Parc national Archipiélago de Los Roques
Le parc national Archipiélago de Los Roques (en espagnol Parque Nacional Archipiélago de Los Roques ou PNALR) est un parc national vénézuélien créé le 9 août 1972 et qui s'étend sur l'ensemble de l'archipel de Los Roques dans la mer Caraïbe. 
Il s'étend sur terre comme sur mer, sur une distance de 36 km d'ouest en est et 24,6 km du nord au sud. Sa surface totale est de 2 211,2 km2. Il est constitué de 50 îles et de quelque 292 cayes et bancs. Caractérisé par une grande diversité et une beauté scénique certaine, il se trouve presque en droite ligne au nord de Caracas la capitale, et de La Guaira, le port principal du pays.
La seule île possédant une population permanente est Gran Roque de 1,7 km2; peuplée de plus ou moins 1200 habitants. Les autres îles importantes du parc sont Francisqui, Nordisqui, Madrisqui et Crasqui.
Le parc possède des récifs de corail diversifiés et parmi les mieux conservés de la mer Caraïbe. La limitation majeure au développement du tourisme, en plus de son statut de parc national qui comporte des contrôles rigides sur les activités commerciales, est le manque de cours d'eau et autres sources d'eau permanentes, ceci en raison des très faibles précipitations.
De Los Roques proviennent 90 % des langoustes consommées au Venezuela. Depuis la décennie 1990, le tourisme a remplacé la pêche comme activité économique principale. Annuellement plus de 50 000 touristes visitent le parc et se logent dans une soixantaine d'auberges et de petits hôtels.
Le point le plus élevé du parc se trouve à 130 mètres d'altitude. Au sud de l'archipel, la mer a une profondeur de plus ou moins 1700 mètres; vers le nord par contre les profondeurs moyennes ne dépassent pas les 15 mètres.

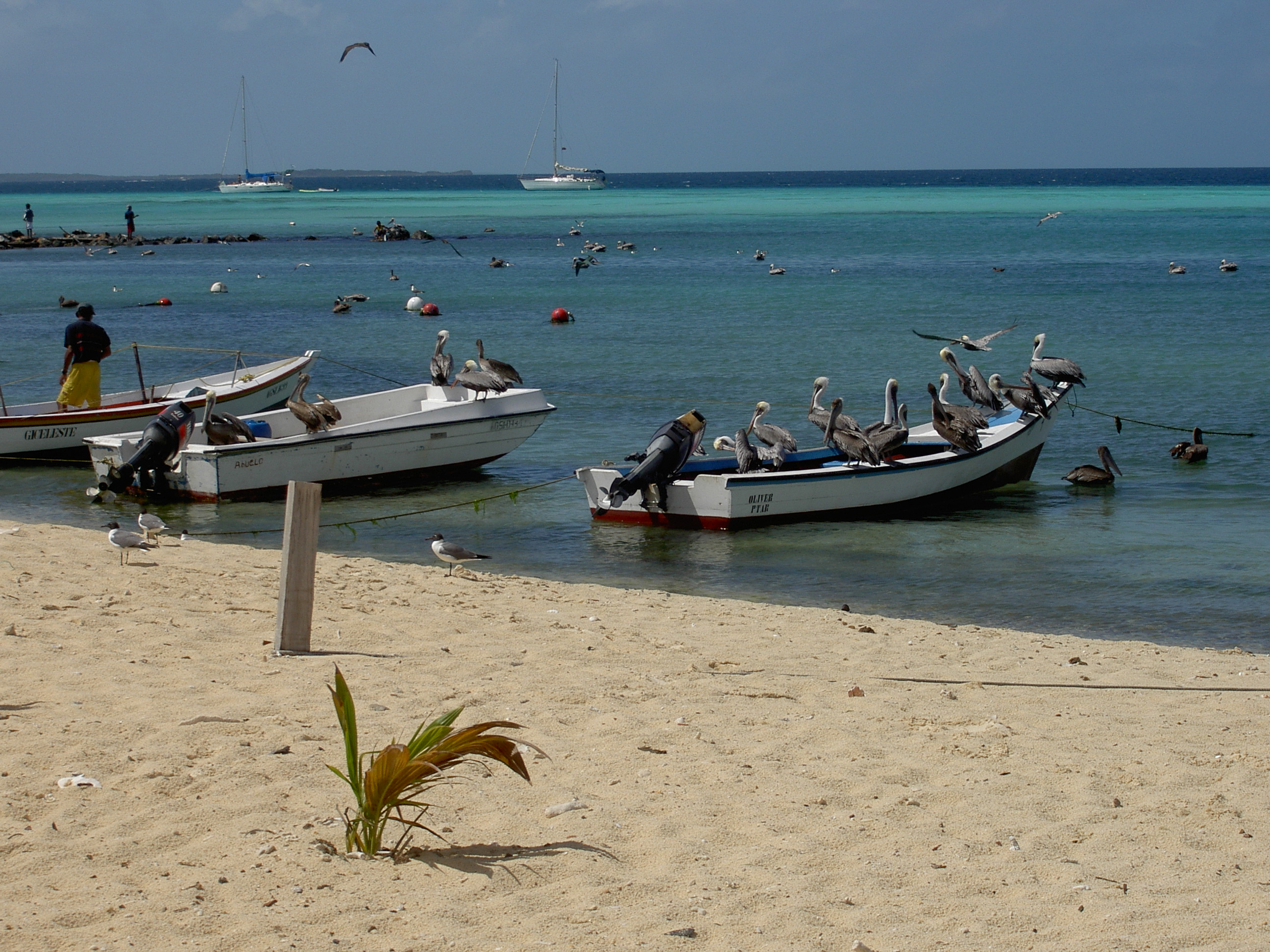
Parc national Archipel de Los Roques : à Gran Roque, les pélicans utilisent les barques pour se reposer

## Superficie
Avec 221 120 hectares (y compris des aires terrestres et marines), c'est le plus grand parc marin de toute la mer Caraïbe.

## Climat
Le climat est chaud et sec, avec une température annuelle moyenne de 28 °C et des précipitations annuelles moyennes de 250 mm.

## Protection
Le parc a été reconnu site Ramsar le 4 septembre 1996.

## Faune

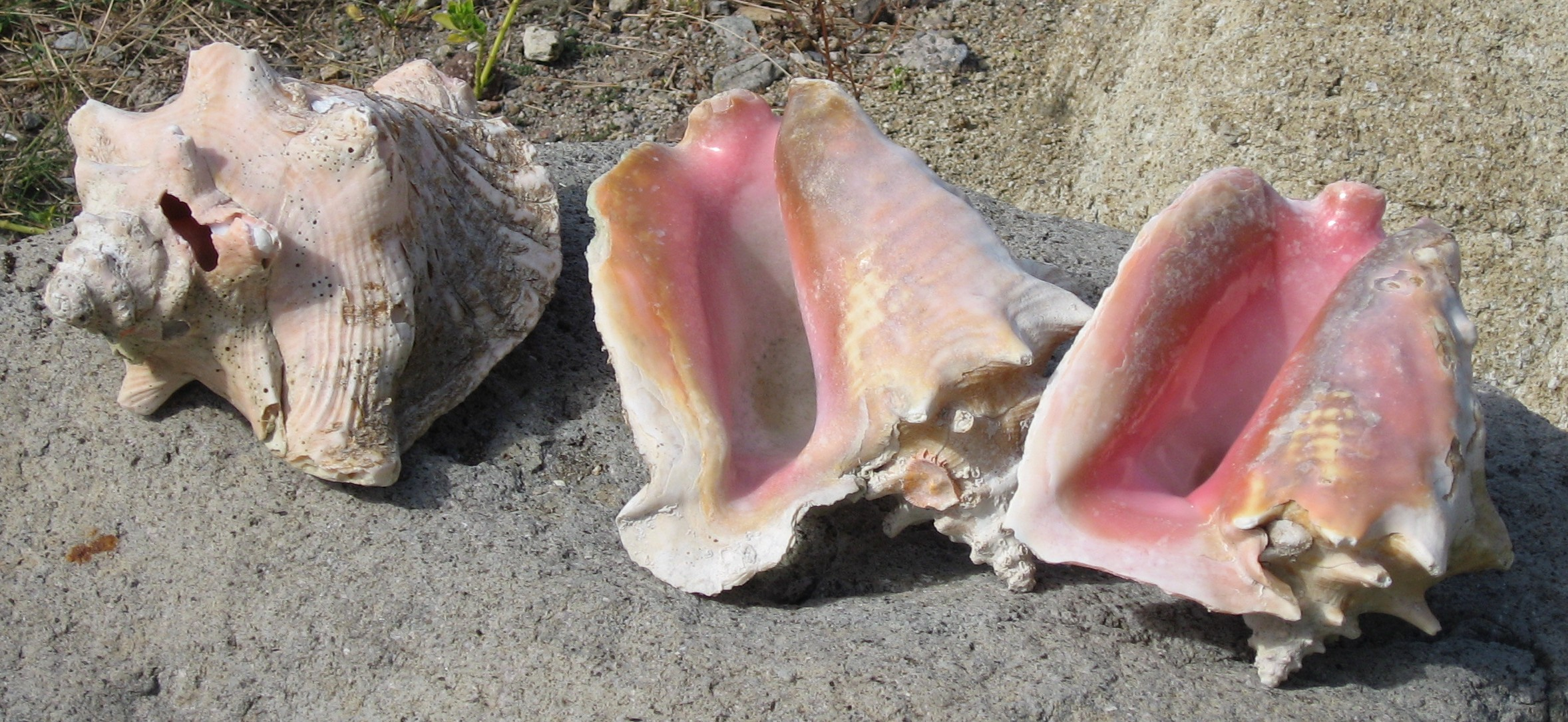
Strombus Gigas

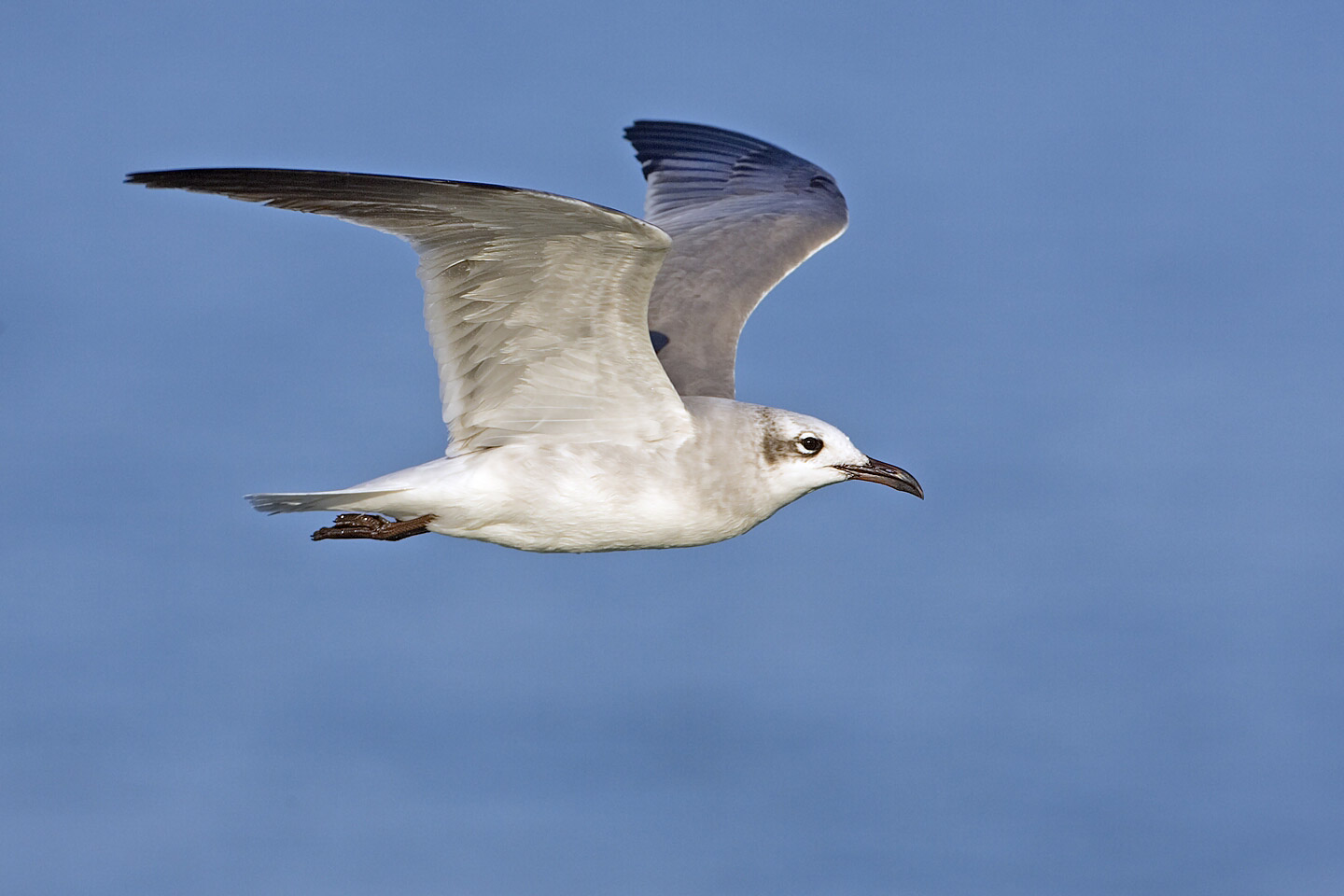
Mouette atricille

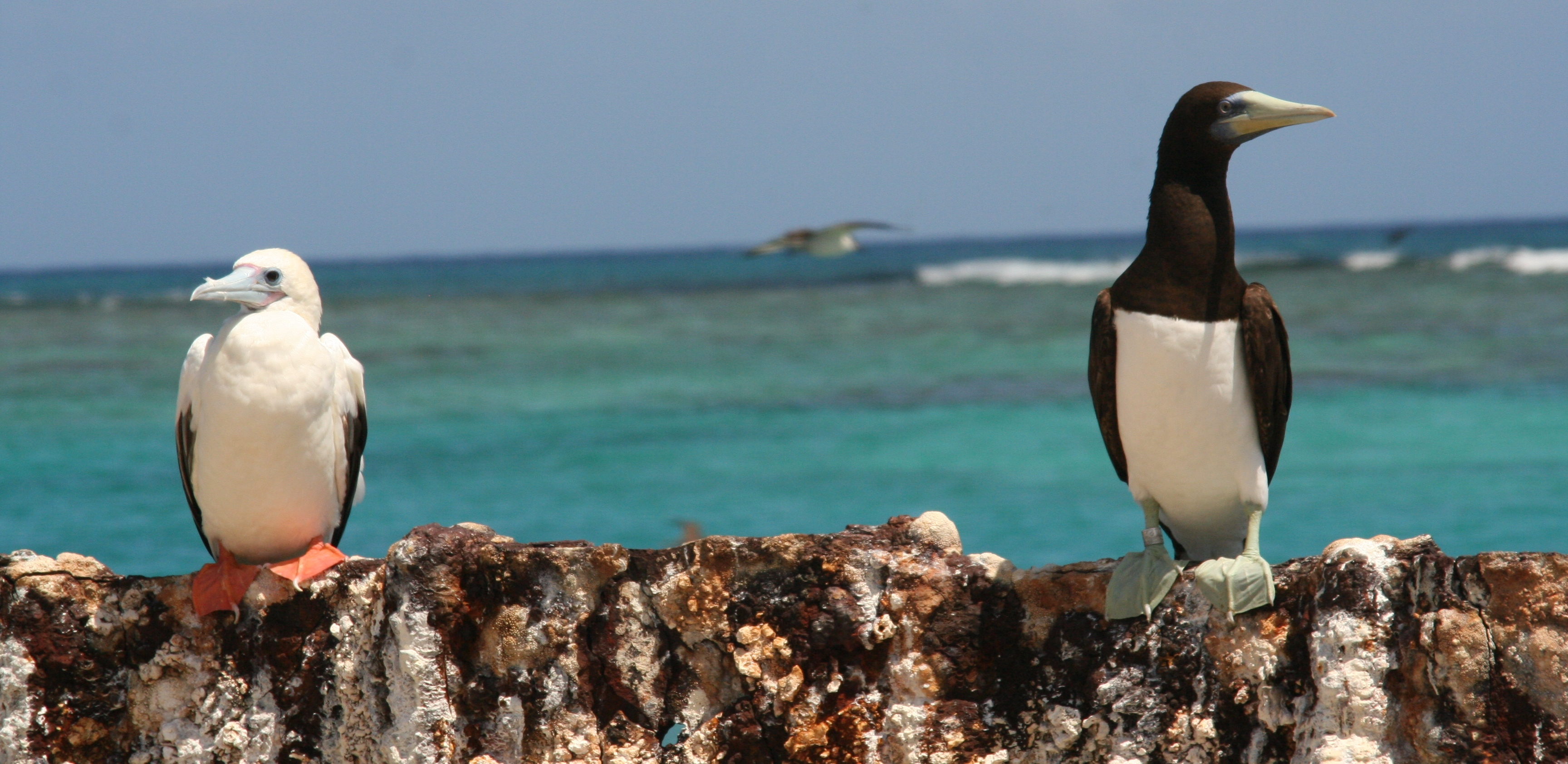
À gauche un fou à pieds rouges (Sula sula), à droite un fou brun (Sula leucogaster)

Étant donné la carence d'eau douce, les animaux terrestres sont rares. La liste se limite à certaines espèces d'iguanes et de lézards, d'araignées et d'insectes. La chauve-souris noctilion pêcheur (Noctilio leporinus) est le seul mammifère terrestre autochtone.
La faune marine est par contre extrêmement riche : on compte 280 espèces de poissons, 200 espèces de crustacés, 140 espèces de mollusques, 61 espèces de coraux, 60 espèces d'éponges et 45 espèces d'oursins et d'étoiles de mer. Les dauphins, baleines, raies mantas et tortues marines sont abondants.
Les animaux les plus représentatifs sont la tortue verte (Chelonia mydas), le mollusque botuto ou caracol rosado (Strombus gigas), la langouste épineuse (Panulirus argus), des poissons typiques des récifs de corail et 92 espèces d'oiseaux. 
Los Roques est en effet le point de rencontre de quelque 50 espèces d'oiseaux migrateurs d'Amérique du Nord. Parmi les oiseaux les plus fréquents se trouvent le pélican brun (Pelecanus occidentalis), deux espèces de fous, celui à pieds rouges (Sula sula) et le fou brun (Sula leucogaster), ainsi que la mouette atricille (Larus atricilla). On peut voir aussi plusieurs colonies de flamants (Phoenicopterus ruber).
Dans l'archipel, quatre types de tortues inscrites sur la liste des espèces menacées au niveau mondial nidifient régulièrement : la tortue marine appelée Caretta caretta, la tortue verte Chelonia mydas, la tortue luth Dermochelys coriacea et la tortue à écaille ou tortue imbriquée (Eretmochelys imbricata).

## Flore
On trouve dans le parc différentes espèces de palétuviers (Rhizophora mangle ou palétuvier rouge, Avicennia germinans, Laguncularia racemosa et Conocarpus erectus), de grandes prairies de phanérogames marins (dont Thalassia testudinum), des espèces halophytes comme le pourpier de mer Sesuvium portulacastrum, des cactus comme l'Opuntia caribea et le Melocactus caesius.